# Franz Josef Strauss
Franz Josef Strauss (tysk stavning: Strauß), född 6 september 1915 i München, död 3 oktober 1988 i Regensburg, var en tysk politiker (CSU). Strauss var en av efterkrigstidens mest färgstarka politiker i Tyskland. Åren 1953–1955 var han minister för särskilda uppgifter, 1955–1956 minister för atomfrågor, 1956–1962 försvarsminister och 1966–1969 finansminister. Åren 1978–1988 var han Bayerns ministerpresident.

## Biografi
Franz Josef Strauss föddes i München och växte upp i stadsdelen Maxvorstadt. Familjen präglades av att vara katolsk, monarkistisk och antipreussisk. Fadern Franz Josef Strauss (1875 - 1949) var under många år medlem av Bayerische Volkspartei. Strauss tog studenten vid Maximiliansgymnasium 1935 och började studera germanistik, historia och statskunskap i München. Han hade först problem vid inskrivningen då han inte tillhörde någon nazistisk organisation. Hans tidigare lärare gick in och fick honom inskriven. Vid sidan av studierna var han framgångsrik inom cykelsport. 1937 blev han medlem av Nationalsozialistisches Kraftfahrkorps (NSKK) och senare Nationalsozialistischer Deutschen Studentenbund (NSDStB). 1941 avlade han statsexamen. Hans dissertation brann upp 1944.
Han tjänstgjorde i tyska armén Wehrmacht 1939-1945. Han var både på väst- och östfronterna. På östfronten fick han svåra köldskador varpå han stationerades vid luftvärnsskolan utanför Schongau. Han hamnade vid krigsslutet i krigsfångenskap men klassade som politiskt obelastad.
Efter kriget blev han medlem i CSU, det bayerska systerpartiet till CDU. Han blev ställföreträdande lantråd i Landkreis Schongau. Han grundade 1946 även CSU:s avdelning i Schongau. Han kom snart in i den västtyska förbundsdagen.

### Minister
Strauss hade en rad olika ministerposter i förbundsregeringarna, bland annat som försvarsminister. Han kom att få kritik sedan han forcerat fram köpet av 916 amerikanska Starfighter-stridsflygplan, den så kallade Starfighteraffären. Den användes av flera andra Nato-länder men hade beställts som en följd av mutor i den så kallade Lockheedaffären. Planen orsakade ett stort antal olyckor med 292 olyckor och 115 döda piloter vilket kastade en skugga över Strauss agerande. Efter Spiegelaffären 1962 tvingades han avgå. Franz Josef Strauss tvangs avgå från sin post som försvarsminister sedan han olagligt låtit stänga tidskriften Der Spiegels kontor under en månads tid, sedan de avslöjat detaljer kring en misslyckad NATO-övning i artikeln "Bedingt abwehrbereit" av Conrad Ahlers.
Samma år valdes han till ny ordförande i CSU.
Han gjorde comeback som finansminister åren 1966-1969 i den stora koalitionen under Kurt Georg Kiesinger. Han arbetade under de tre åren framgångsrikt tillsammans med näringslivsminister Karl Schiller (SPD). De fick snabbt namnet Plisch und Plum efter en barnboksberättelse av Wilhelm Busch om två hundar, den ena satt och den andra mager.

### Oppositionspolitiker
I skuggregeringarna 1972 under Rainer Barzel och 1976 under Helmut Kohl var Strauss tänkt som finansminister. Han tillhörde i början av 1970-talet de mest kritiska till Die neue Ostpolitik. 1975 träffade Strauss på eget initiativ som första västtyska politiker Kinas partichef Mao Zedong. 1977 reste Strauss till Chile och uttalade sig positivt om Chile i samband med att han blev hedersdoktor i juridik i Santiago.
Vid förbundsdagsvalet 1976 förlorade CDU/CSU knappt med 48,6 % av rösterna. Det var fram till dess CDU/CSU:s näst bästa valresultat överhuvudtaget. 1976 avslöjades hans inblandning i den så kallade Lockheedaffären.
En konflikt mellan CDU och CSU och ledarna Helmut Kohl och Strauss följde efter valförlusten 1976. En splittring av fraktionen röstades igenom av CSU och Strauss, Kreuther Trennungsbeschluss, med idén att verka som "fjärde parti" (efter SPD, CDU och FDP) men detta togs senare tillbaka. Det hela ledde dock till att Franz Josef Strauss 1980 kom att vara CDU/CSU:s kanslerkandidat. Vid Tyska förbundsdagsvalet 1980 var han CDU/CSU:s förbundskanslerkandidat men förlorade stort.

### Bayerns ministerpresident
Strauss är känd för sina häftiga tal och debatter samt sin starka hemmaposition i Bayern.
1978 lämnade Strauss förbundsdagen och efterträdde den 7 november 1978 Alfons Goppel som ministerpresident i Bayern. Han var ledamot av Bayerns lantdag från samma år och fram till sin död. Under hans ministertid färdigställdes bland annat viktiga delar av Main-Donau-Kanal, ett projekt som bekämpades av miljöpolitiker.
Strauss bedrev som ministerpresident en egen utrikespolitik och hade goda relationer med Paraguay under Alfredo Stroessner, Sydafrika under Pieter Willem Botha och DDR. Därtill hade han en särskild god relation med Togos president Gnassingbé Eyadéma. 1983 följde en som privat betecknad resa till Tjeckoslovakien och Polen. Strauss besökte även DDR och statschefen Erich Honecker. Samma år gav han en miljardkredit till DDR vilket skapade uppståndelse i de egna leden; Strauss hade tidigare varit en stor motståndare till närmanden till DDR. Det ledde till att partimedlemmar lämnade CSU och några under Franz Handlos ledning grundade partiet Republikanerna. 1983-1984 var Strauss president i förbundsrådet.
Strauss dog 1988 som en följd av en hjärtattack två dagar tidigare. Han hade då varit ute på jakt tillsammans med Fürst von Thurn und Taxis. Han begravdes i Rott am Inn bredvid sin fru. De hade gift sig i klosterkyrkan i Rott am Inn 1957. I samband med DDR:s sammanbrott tog Bayerns författningskydd, Landesamt für Verfassungsschutz, hand om omfattande akter från DDR:s säkerhetstjänst rörande Strauss 1990. Dessa förstördes med motiveringen att man ville skydda minnet av den tidigare landsfadern ("das Andenken des ehemaligen Landesvaters schützen").

## Hedersutmärkelser
- Storkorsriddare av Republiken Italiens förtjänstorden,  18 november 1957[12][13]
- Förbundsrepubliken Tysklands förtjänstorden - storkors,  1958[12]
- Bayerska förtjänstorden,  1959[12]
- Storkors av Kronorden,  1960[12]
- Storkors av Georg I:s orden,  1960[12]
- Storkorset av Kristusorden,  4 november 1961[12][14]
- Storofficer av Hederslegionen,  1962[12]
- Storkors av Ecuadors nationella förtjänstorden,  1962[12]
- Storkorsriddare av Silvesterorden,  1962[12]
- Storofficer av Elfenbenskustens nationalorder,  1967[12]
- Storkorset av Oranien-Nassauorden,  1968[12]
- Nigers förtjänstorden,  1968[12]
- Karl Valentin-orden,  1977
- Jordanska stjärnans orden,  1978[12]
- Kommendör av Ekvatorstjärnans orden,  1978[12]
- Afrikas stjärnas orden,  1979[12]
- Kommendör med stora korset av Nordstjärneorden,  1979[12]
- Tunisiens republikorden,  1979[12]
- Malawis lejonorden,  1981[12]
- Hedersmedborgare i München,  1981
- Sudetendeutsche Landsmannschafts europeiska Karlspris,  1982[15]
- Stort hederstecken i guld med band av Österrikiska republikens förtjänstorden,  1982[12]
- Monoorden,  1983[12]
- Storkors av Godahoppsuddens orden,  1984[12]
- Bayerska författningsmedaljen i guld,  1984
- Goldenes Schlitzohr,  1985[16]
- Storkorset av Isabella den katolskas orden,  1986[12][17]
- Orden wider den tierischen Ernst,  1989[18]
- Järnkorset
- Gorkha Dakshina Bahu-orden
- Krigsförtjänstkorset
- Hedersdoktor vid University of Maryland
- Schlesierschild
- Portugals militära förtjänstmedalj
- Hedersdoktor vid University of Chicago
- Hedersdoktor vid Münchens universitet
- Albaniens nationalflaggsorden

[Redigera Wikidata]

## Arvet efter Strauss
Arvet efter Strauss består dels av de egna barnen men även av en rad efterträdare inom CSU som blivit ledande politiker i CSU och Bayern. Dottern Monika Hohlmeier är den av barnen som nått längst politiskt som kulturminister i Bayern. Hon tvingades avgå efter att CSU i München varit inblandat i en affär. Politiskt räknas namn som Max Streibl, Edmund Stoiber, Erwin Huber och Theo Waigel. Stoiber var under 14 år ministerpresident i Bayern och ledande även nationellt som kanslerkandidat 2002. Waigel var finansminister bredvid Kohl under många år.